# Cirrospilus ringoniellae
Cirrospilus ringoniellae är en stekelart som beskrevs av Kamijo 1987. Cirrospilus ringoniellae ingår i släktet Cirrospilus och familjen finglanssteklar. Inga underarter finns listade i Catalogue of Life.